# Orchomenella holmesi
Orchomenella holmesi är en kräftdjursart som beskrevs av Hurley 1963. Orchomenella holmesi ingår i släktet Orchomenella och familjen Lysianassidae. Inga underarter finns listade i Catalogue of Life.